# Taille (arboriculture)
Pour les articles homonymes, voir Taille.

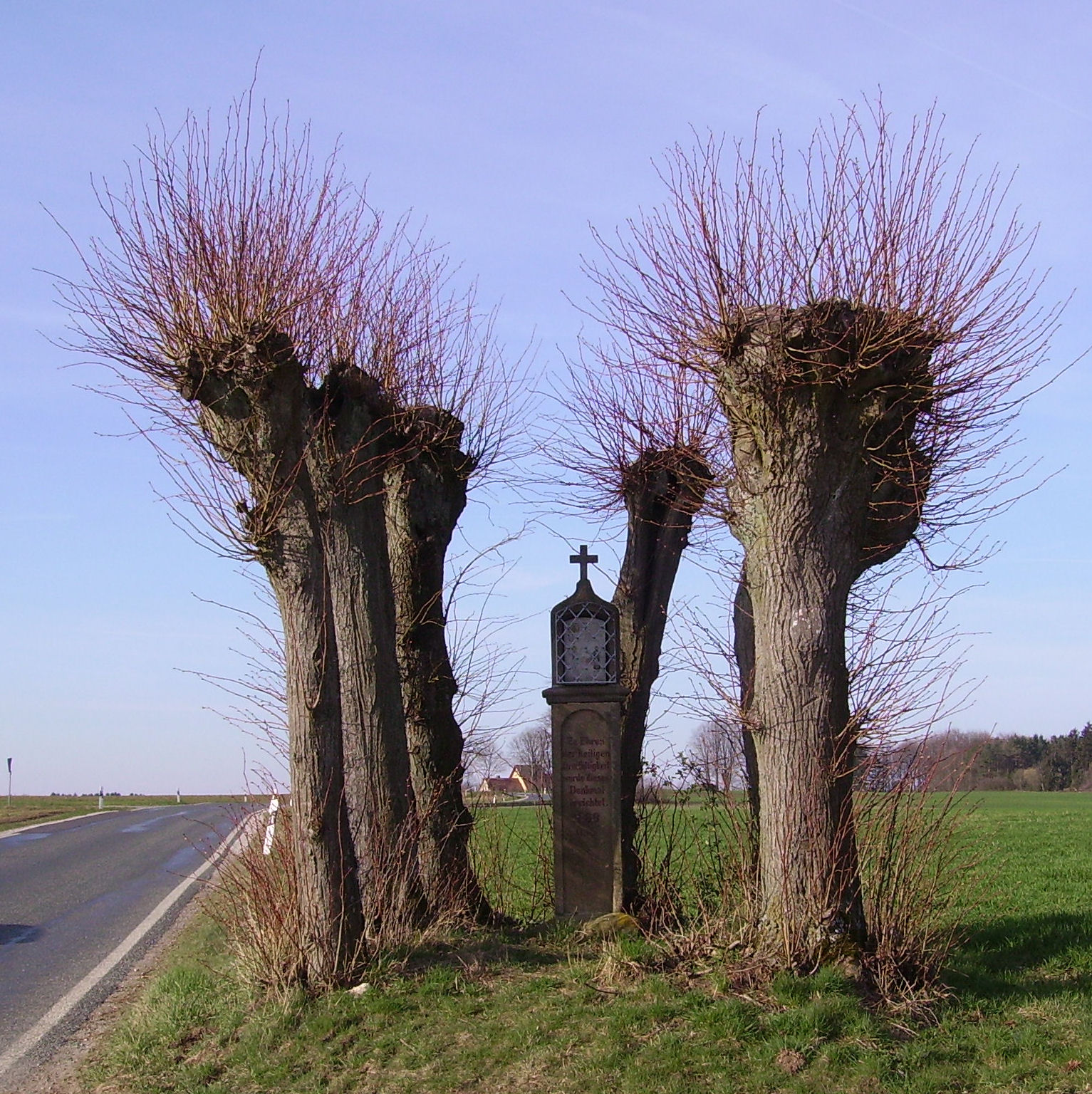
De nombreuses formes de taille ont été développées, dont la taille en têtard :
* pour laisser passer la lumière et le rayonnement solaire en façade de maison
* ou plus spécialement sur des arbres produisant du bois, du fourrage pour le bétail appelés arbres têtards.

La taille est une opération pratiquée sur les végétaux ligneux ou non, qui consiste à modifier la forme et la dimension spontanées de ces plantes en raccourcissant (voire en supprimant) certaines branches ainsi que des rameaux.
Elle est destinée à orienter la croissance (taille de mise en forme), à maîtriser la fructification (taille de fructification), ou à limiter la couverture foliaire (taille en vert) pour favoriser la maturation des fruits, par exemple.

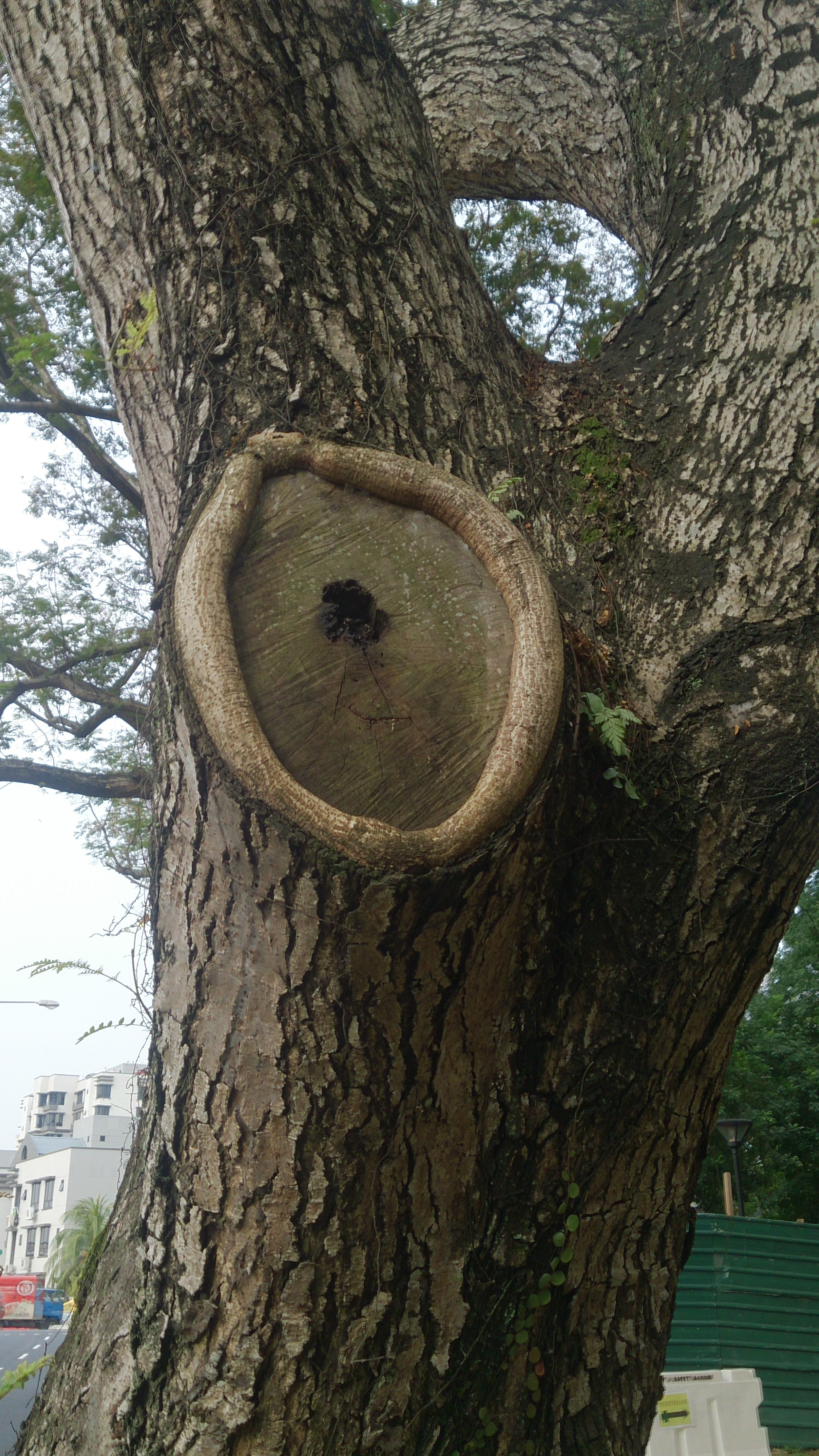
À la suite d'une taille ou d'une blessure, parallèlement à la compartimentation, se met en place un processus de restauration : le cambium accélère sa production de sève et édifie lentement, aux rebords de la plaie, un bourrelet cicatriciel. Ce cal progresse de l’extérieur vers le centre jusqu’à générer une assise subéro-phellodermique qui reconstitue une nouvelle écorce.

Plus la taille est importante, plus l'arbre réagit par le développement vigoureux de rameaux à bois au détriment de la mise à fruit.

## Types de tailles
Il existe différents types de tailles. Voici du plus bénin au plus sévère :
1. Ébourgeonnage : enlèvement des bourgeons afin de contrôler les branches qui survivront (on parle souvent de « pincement » car on pince le bourgeon entre ses doigts pour le sectionner). C'est la plus bénigne façon de contrôler la forme d'un arbre ou d'un arbuste. En enlevant les bourgeons terminaux sur une branche, on empêche sa croissance et si on enlève tous les bourgeons, la branche dépérira et finira par tomber d'elle-même ;
  - Enlèvement des fleurs : pour les petits arbustes comme les lilas, on peut enlever les fleurs fanées et les graines associées. Comme pour l'ébourgeonnage, on favorise les branches toujours en production ;
  - Mise en forme : en art topiaire ou pour former des bonsaï, on coupe des arbustes paysagés pour leur donner une forme particulière. Les bourgeons terminaux sont ainsi enlevés ;
2. Coupe sélective : enlèvement d'une partie importante de la longueur des branches pour ne laisser que la partie des bourgeons très actifs. Cette méthode est utilisée sur des arbres ou arbustes particuliers, comme les arbres fruitiers, pour stimuler la croissance des branches plus jeunes qui produisent des fleurs plus nombreuses ;
3. Émondage : une forme plus radicale de taille consiste à enlever des branches entières pour revitaliser l'arbre. On ôte alors les branches les plus matures, faibles ou problématiques. Correctement fait, l'amincissement encourage la formation de nouvelles branches et encourage la production de fleurs et de fruits.
4. Élagage : enlèvement de presque toutes les branches pour ne laisser seulement que quelques grosses ou même seulement le tronc. Très dangereux pour l'arbre, il peut, mal fait, entraîner sa mort.

## Taille de mise en forme

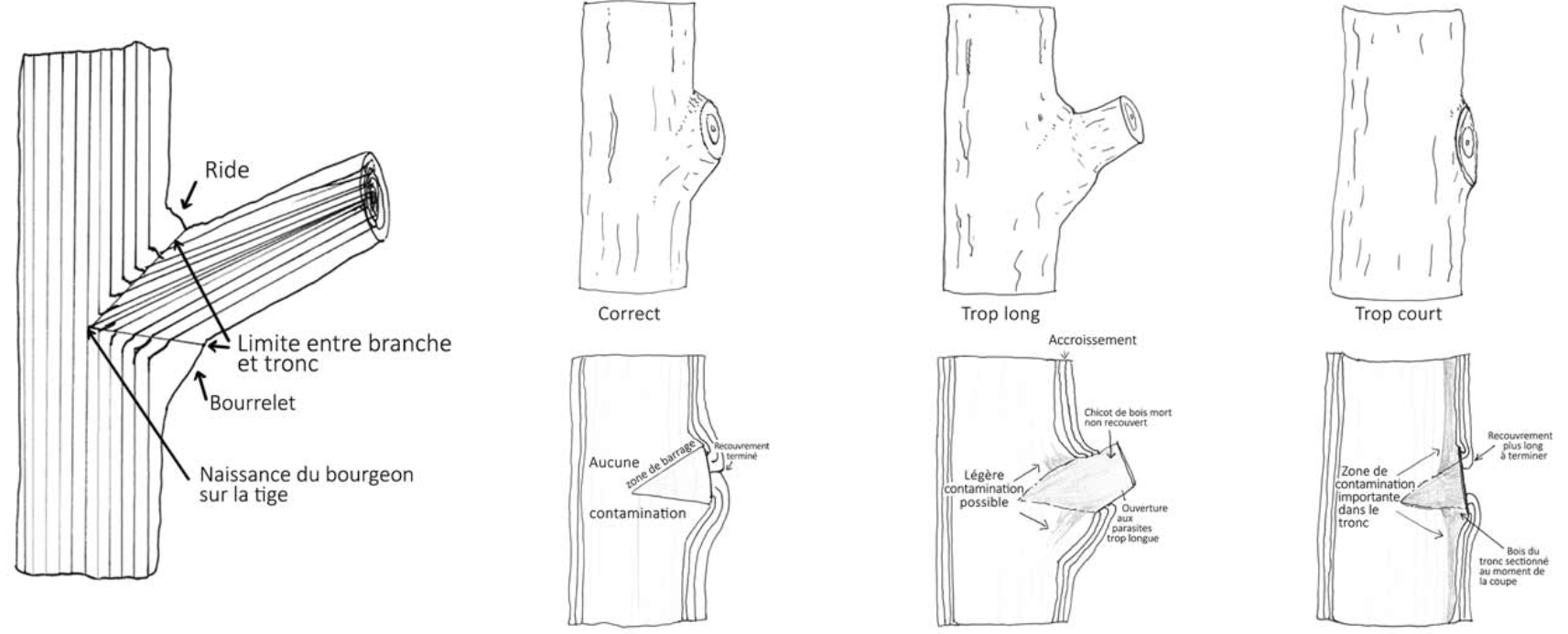
La taille en biais est souvent recommandée : elle doit faciliter l'écoulement de l'eau de pluie le long de la coupe (la partie supérieure du biseau du côté du bourgeon sous-jacent, pente inclinée à son opposé, permet de préserver ce bourgeon) et laisser intact la zone des rides de l'écorce et le col (appelé aussi bourrelet) de la branche dont l'activité cambiale très importante permet la constitution rapide du bourrelet de recouvrement cicatriciel.

Lors de la taille d'une grosse branche, on procède en trois étapes pour faire une coupe propre et faciliter la vitesse de cicatrisation des plaies, portes d'entrée des champignons lignivores. Pour éviter la déchirure (notamment lors des tailles en vert ou pour les branches lourdes), effectuer la coupe 1 (deux traits) puis 2. La taille en bais définitive 3 est réalisée au niveau de l'empattement.

En arboriculture, le développement harmonieux des arbres et arbustes est contrôlé et maîtrisé par l'enlèvement des branches et rameaux mal situés, quelquefois complété de la déformation des jeunes rameaux encore souples (palmettes Verrier par exemple) soit pour pallier une forme déséquilibrée, soit pour obtenir une forme particulière, tant dans un but esthétique que productif.
Les arbres fruitiers subissent souvent une taille de mise en forme, soit pour faciliter les opérations culturales (facilité de labours, de traitements, de cueillette), soit pour diminuer la sensibilité aux gelées.

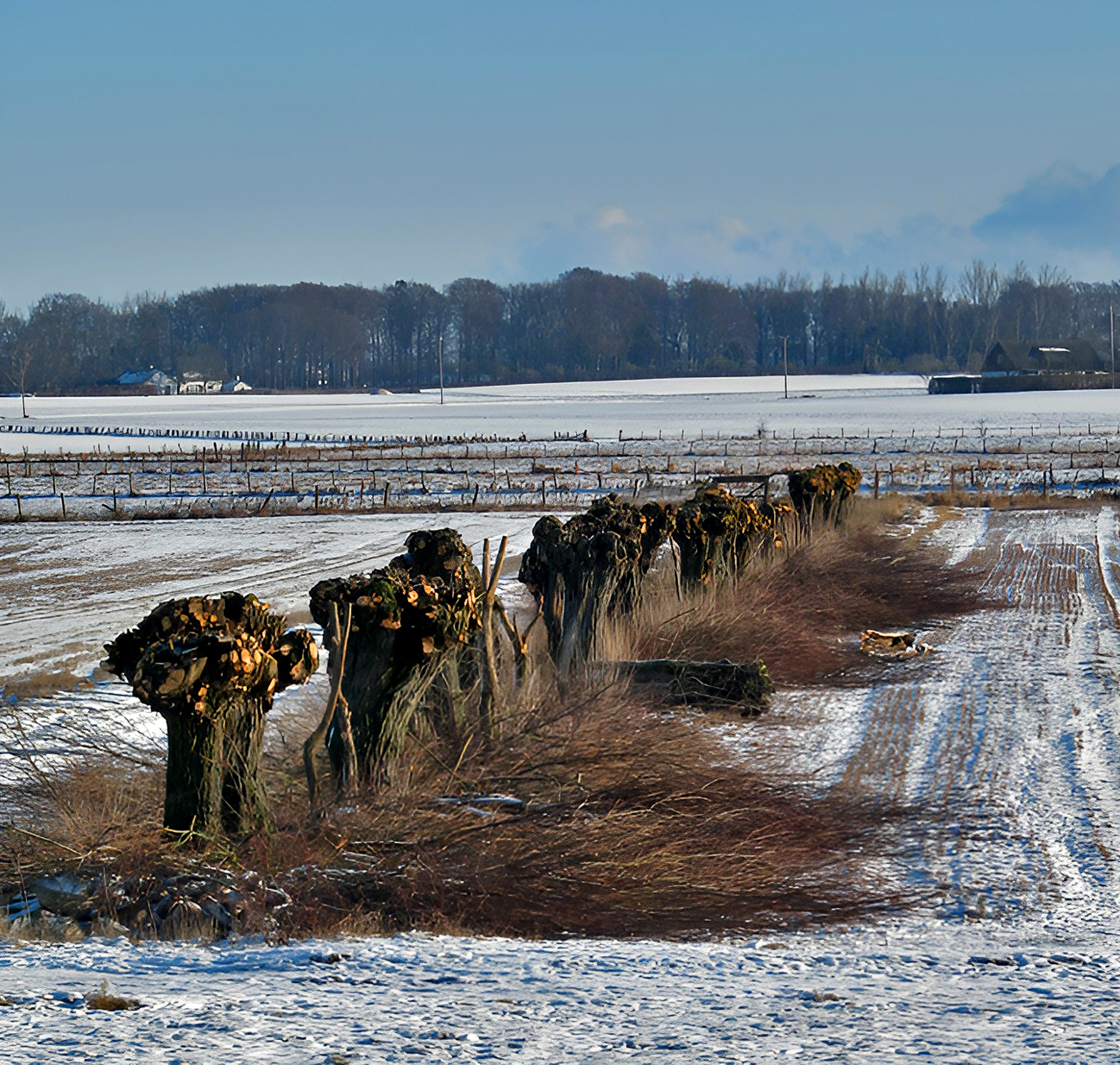
Arbres têtards après leur taille complète.
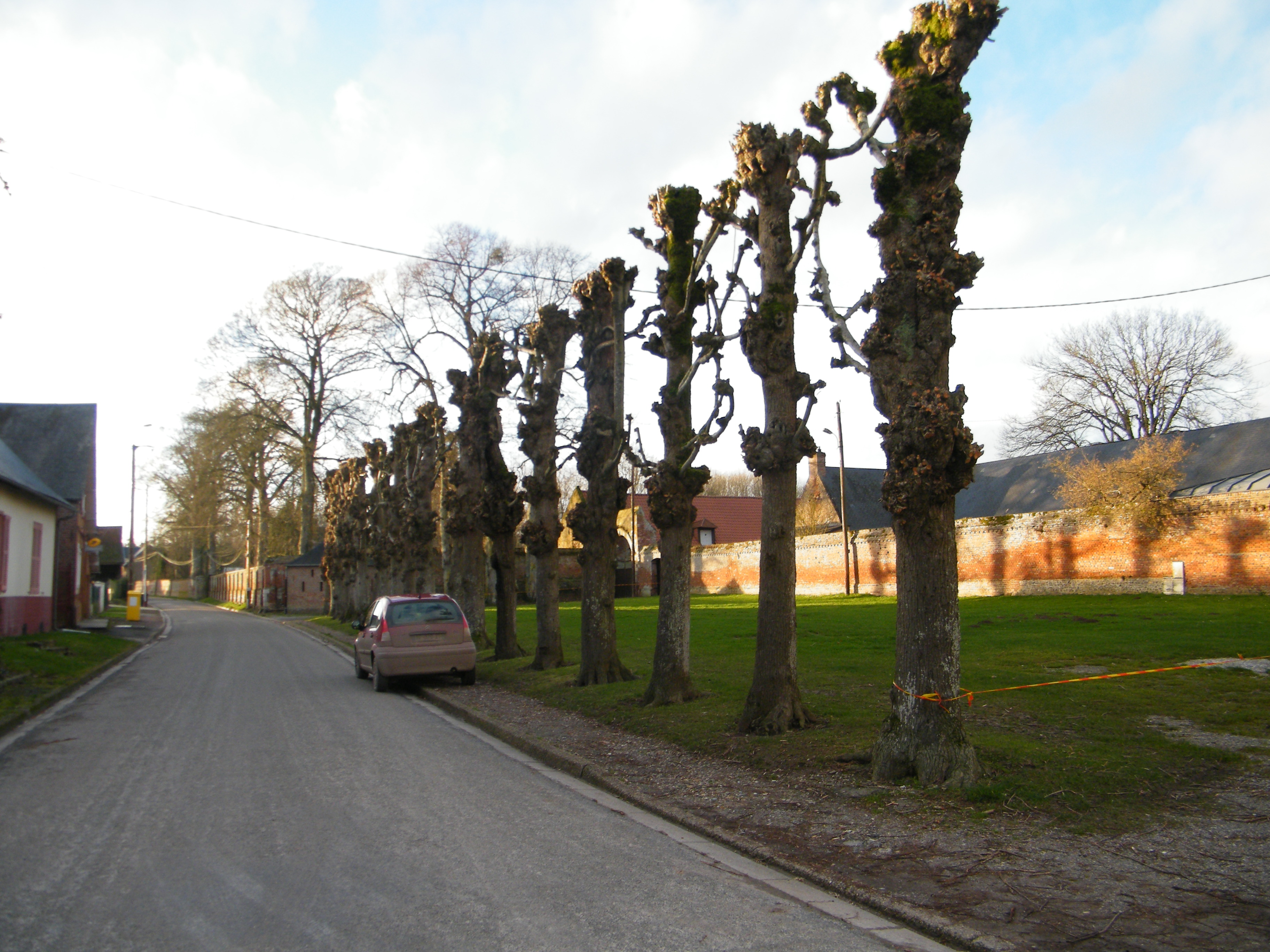
Une taille sur tête de chat[6] (appelée aussi tête de saule ou marotte).

## Taille de fructification
En arboriculture fruitière, la taille a principalement pour but d'améliorer la fructification.

## Taille ornementale
L'art topiaire consiste dans la taille ornementale des arbres et arbustes dans le but principal de former des haies, des massifs, des broderies végétales ou des arbres ou arbustes isolés aux formes remarquables pour un résultat avant tout décoratif.

## Taille de la vigne
La vigne est une plante liane. La taille est importante pour limiter la croissance en hauteur et stimuler la production de fruits. Elle se distingue des autres plantes par la variété des méthodes et le nombre des opérations. La taille de mise en forme est destinée à positionner la production en hauteur. Chaque vignoble a sa forme optimale, guidée par le climat, permettant de résister au gelées tardives, aux effets du soleil, aux causes de dessèchement, ou au contraire d'éviter l'humidité constante propice aux maladies. La taille de fructification est adaptée à la vigueur de chaque cépage, et la taille en vert est souvent pratiquée pour que les grappes soient exposées aux rayons solaires, et ne restent pas humides en permanence.

## Méthodes
La technique de la taille est très simple : 
- on coupe les rameaux inutiles, presque exclusivement au sécateur. Des rameaux exceptionnellement robustes, surtout s'ils résultent d'une taille précédente mal réalisée, peuvent être coupés avec une scie : dans ce cas, la cicatrisation sera plus difficile et doit être facilitée par des soins spécifiques (masticage).
- Les opérations plus importantes sur des branches charpentières sortent du cadre de la taille et participent de l'élagage.

La taille en dormant se pratique principalement l'hiver (hors gelées) et ne touche que le bois aoûté de l'année précédente.
La période la plus propice est la fin de l'hiver, les plaies de taille restant ainsi moins longtemps exposées aux intempéries et aux agents infectieux qu'elles véhiculent
La taille en vert, se pratique au début de l'été, sans précautions spécifiques car elle ne touche normalement que des organes non lignifiés (verts). On taille droit les plantes à feuilles opposées et en biseau les plantes à feuilles alternes. La coupe doit être 1 cm au-dessus de l’œil pour éviter son dessèchement.

## Périodes de taille
- Les arbustes :
  - Troène (Ligustrum lucidum) - Début de printemps et milieu d'été
- Les arbres fruitiers :
  - à noyaux : Abricotier (Prunus armeniaca), Cerisier (Prunus cerasus), Pêcher (Prunus persica), Prunier (Prunus cerasifera) en fin d'été
  - à pépins : Pommier (Malus pumila, Malus domestica), Poirier (Pyrus communis), cognassier en hiver (période hors gel)
  - Liane à kiwi (Actinidia chinensis), fin d'hiver
  - Grenadier (Punica granatum), fin d'automne ou fin d'hiver
- Les autres arbres :
  - Lilas (Syringa vulgaris) mai
  - Noisetier (Corylus avellana) janvier
  - Tilleul, Platane : en période de dormance (hiver)
- Les arbres à ne pas tailler (ou le moins possible) :
  - cèdre, camellia, épicéa, magnolia, pin, sapin, bouleau, hêtre, noyer, catalpa...